# Sixtus V.

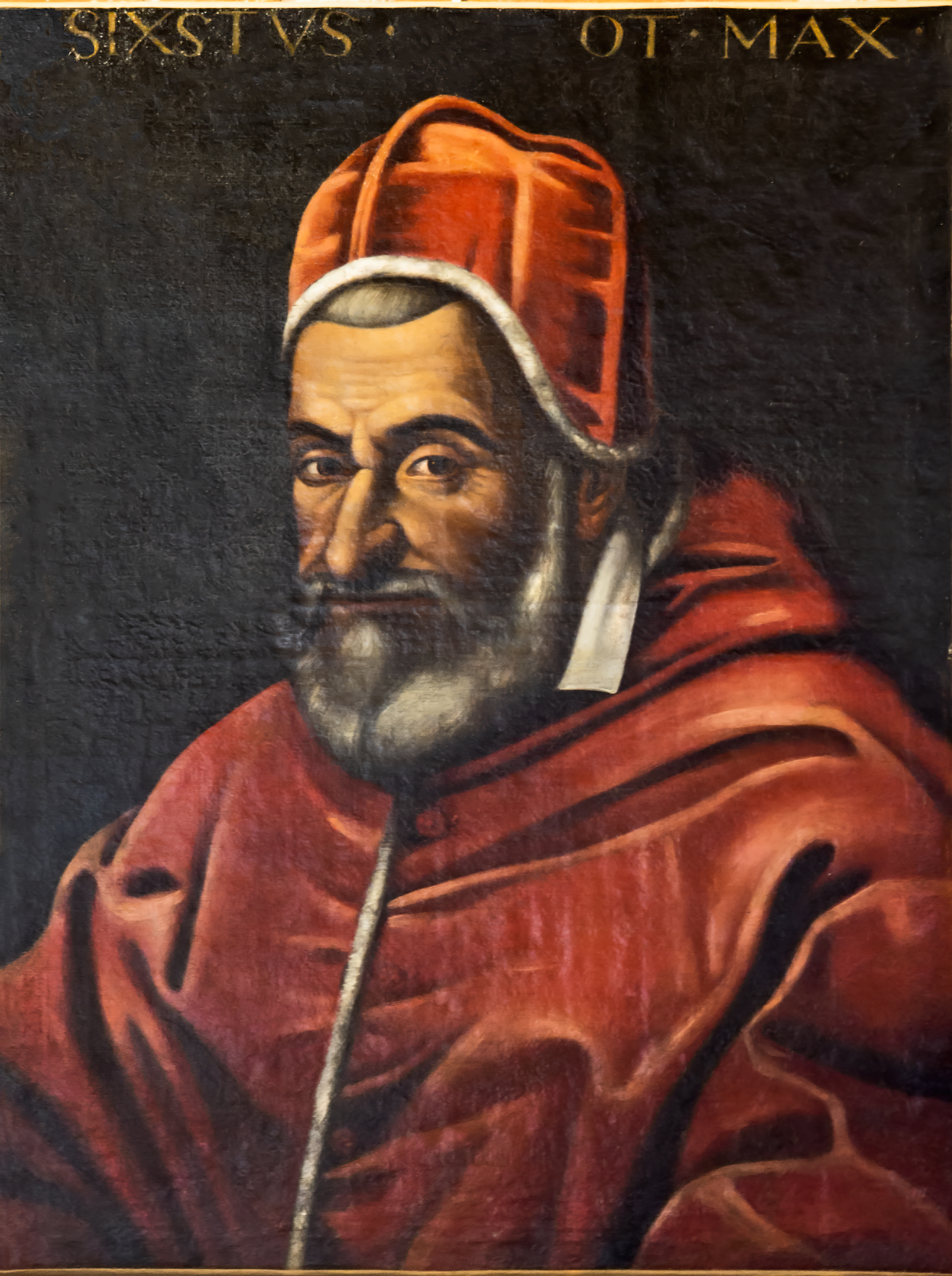
Papst Sixtus V.

Sixtus V. (* 13. Dezember 1521 als Felice Peretti di Montalto in Grottammare, Marken; † 27. August 1590 in Rom) war von 1585 bis zu seinem Tod Papst der römisch-katholischen Kirche. Sittenstreng, strafte er Verstöße im moralischen Bereich auch mit dem Galgen ab. Im administrativen Bereich führte Sixtus V. tiefgehende Reformen ein, unter anderem schuf er 1588 die noch heute bestehenden Kardinalskongregationen.

## Herkunft
Felice Peretti (kroatisch Srećko Perić) war der Sohn des aus der Bucht von Kotor stammenden Kroaten Piergentile und der Italienerin Marianna Peretti, einfachen Bauern. Felice hatte einen älteren Bruder, Prospero, und eine jüngere Schwester, Camilla. Nachdem er als Siebenjähriger zunächst ins Augustinerkloster von Grottammare gegangen war, kehrte die Familie 1530 nach Montalto zurück, wo Felice seinem Onkel, dem Franziskaner Salvatore Ricci, anvertraut wurde.

## Kirchliche Karriere

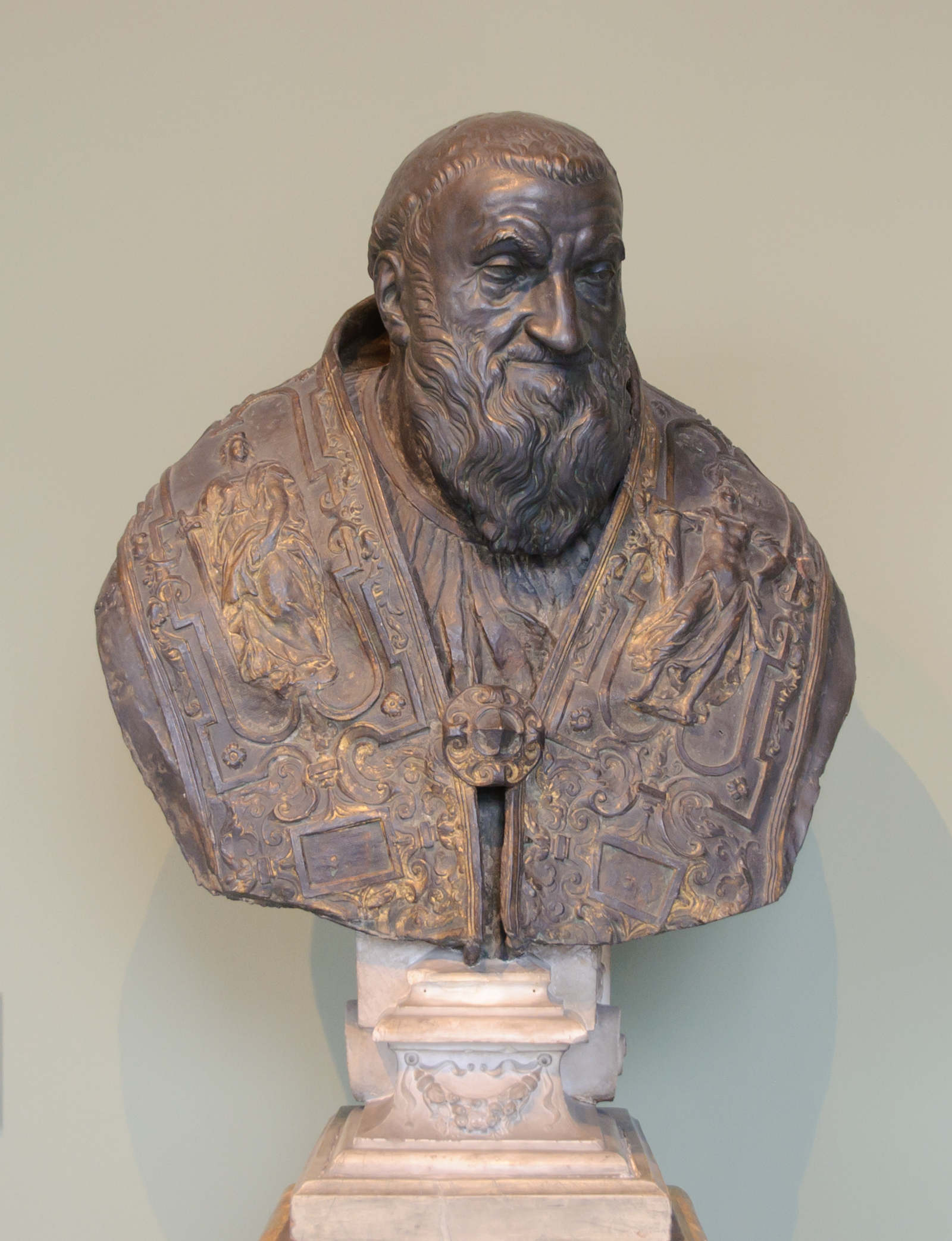
Sixtus V., Bronzebüste von Taddeo Landini

Im Jahr 1534 trat Felice als Novize in den bei Montalto gelegenen Konvent der Franziskaner-Konventualen ein. Sein Onkel Salvatore, ein Bruder seiner Mutter, war ebenfalls Franziskanerpriester in diesem Kloster. Im Jahr 1540 begann er das Philosophiestudium in Ferrara und kam 1543 zum Theologiestudium nach Bologna. 1544 wurde er nach Rimini, 1546 nach Siena versetzt, wo er seine Ausbildung fortsetzte. Hier wurde er im Jahre 1547 zum Priester geweiht. Am 26. Juli 1548 erlangte er den Magister der Theologie in Fermo.
1551 wurde Felice Peretti Regens des Seminars in Siena, nachdem er seit 1548 am Seminar der Franziskaner in Macerata unterrichtet hatte. Da er ein ausgezeichneter Prediger war, wurde er auf Empfehlung des Kardinals Rodolfo Pio di Carpi, des Protektors des Franziskanerordens, im Jahr 1552 als Fastenprediger nach Rom bestellt. 1553 nahm er am Generalkapitel seines Ordens in Genua teil und wurde noch im selben Jahr zum Regens des Seminars in Neapel bestimmt. Im Jahre 1557 wurde er als apostolischer Inquisitor nach Venedig gesandt und am 16. Juli 1560 zum Konsultor der römischen Inquisition ernannt. Er nahm als Mitglied dieser Kongregation am Konzil von Trient teil. 1558 initiierte und unterstützte er die Gründung der Gürtelbruderschaft des hl. Franziskus, der er später als Papst besondere Privilegien verlieh.
Im Jahre 1565 hielt sich Peretti in Spanien auf, um als Inquisitor eine Untersuchung hinsichtlich des Erzbischofs Bartolomé de Carranza von Toledo vorzunehmen. Von 1566 bis 1568 war er Generalvikar seines Ordens. Am 15. November 1566 wurde er zum Bischof des Bistums Sant’Agata de’ Goti berufen. Am 17. Mai 1570 erfolgte seine Erhebung zum Kardinal durch Papst Pius V. Im Jahr 1571 wurde er Bischof von Fermo. In dieser Stadt finden sich noch heute seine Spuren, vor allem eine vom toskanischen Bildhauer Accursio Baldi 1590 geschaffene Bronzestatue über dem Portal des Palazzo Comunale, des alten Rathauses. Sie wurde gemäß der Inschrift von der Stadt Fermo gestiftet, um an die Erhebung des bisherigen Bistums zum Metropolitanerzbistum zu erinnern, die am 24. Mai 1589 erfolgte, sowie an die Gewährung von Privilegien für die Universität. Einige Sakralgegenstände im Domschatz sind als Geschenke des Papstes hierher gelangt. Den Heimatort seiner Familie, Montalto, erhob Sixtus am 24. November 1586 zum Bistum, das seit dem 30. September 1986 Teil des Bistums San Benedetto del Tronto-Ripatransone-Montalto ist.

## Pontifikat

Papstwappen Sixtus’ V.
(moderne Nachzeichnung)

### Papstwahl
Nach dem Tode von Papst Gregor XIII. am 10. April 1585 traten 42 Kardinäle am Ostersonntag, dem 21. April, zum Konklave zusammen. Schon am 24. April wurde Kardinal Peretti per Akklamation zum neuen Papst gewählt. Er legte sich den selten gewählten Papstnamen Sixtus zu, der auf zwei vermutlich griechische Päpste (sicher für Sixtus II.) der frühen Kirche namens Xystus zurückgeht und von Sixtus III. wiederaufgegriffen worden war. Die Namenswahl erfolgte aber in Erinnerung an Papst Sixtus IV., der ebenfalls Franziskaner gewesen war: Felice Peretti ging daher als Sixtus V. in die Geschichte ein. Sein schon in der Kardinalszeit benutztes Wappen zeigt einen steigenden Löwen hinter einem Schrägband, auf dem ein Stern und ein Sechsberg aufgelegt sind, wobei das letztere Symbol an den Ort Montalto erinnert. Eine seiner ersten Amtshandlungen als neuer Papst war die Ernennung seines Großneffen Alessandro Damasceni-Peretti di Montalto zum Kardinal. Damit folgte Sixtus in bescheidenem Maße dem Vorbild seiner Vorgänger, die im Sinne eines familiären Nepotismus Verwandte zu Kardinälen erhoben: Alessandro übernahm die Funktion als Kardinalnepot. Um auch den säkularen Weg seiner Familie zu ebnen, ermöglichte es Sixtus V. seiner Schwester Camilla, im Jahre 1588 das Marchesato von Venafro im südwestlichen Zipfel der heutigen Region Molise zu erwerben. Sohn ihrer Tochter Maria Felice war der genannte Kardinalnepot.

### Geistliche Politik
Sixtus V. war sittenstreng. Er bannte beispielsweise auch die Selbstbefriedigung. Er belegte mit seiner Bulle Effraenatam perditissimorum Vergehen wie Ehebruch, Homosexualität, Abtreibung, Inzest, Kuppelei und Verleumdung auch mit der Exkommunikation und Todesstrafe. So wurde 1556 eine Römerin gehenkt, welche die Ehre ihrer Tochter verkauft hatte. Dabei musste die Tochter eine Stunde lang bei der Gehängten stehen. Im August 1586 wurde eine „vornehme Römerin mit zwei Mitschuldigen“ hingerichtet.
In seinem Breve „Cum frequenter“ vom 27. Juni 1587 nahm Sixtus V. Stellung zu der Frage der Ehefähigkeit von Kastraten. Die Juristen und Theologen der vorausgegangenen Zeit hatten in dieser Frage die Befähigung zur Ehe in der Regel nicht von der Fähigkeit zur Fortpflanzung (potentia generandi) abhängig gemacht, die neben der Mäßigung der Begierde (sedatio concupiscentiae) als der Hauptzweck der Ehe angesehen wurde, sondern von der Befähigung zum Vollzug des Geschlechtsverkehrs (potentia coeundi), und sahen diese dann beim Mann an die Fähigkeit zur Erektion und Penetration oder manchmal auch zusätzlich an die Fähigkeit zum Samenerguss gebunden, sofern der Samenerguss auch bei fehlender Eignung zur Fortpflanzung trotzdem für den wirklichen Vollzug der fleischlichen Vereinigung durch Mischung der Samen (commixtio seminum) oder für die sedatio concupiscentiae für erforderlich gehalten wurde. Der Anlass zu einer Stellungnahme ergab sich für Sixtus durch eine entsprechende Bitte des Nuntius von Spanien, der eine Klärung speziell für solche Kastraten erbat, welche zwar beider Hoden entbehrten und trotzdem zu Geschlechtsverkehr und Samenerguss fähig waren, hierbei aber, wie der Nuntius meinte, keinen „wahren Samen“, sondern nur eine samenähnliche, „zur Fortpflanzung und zur Erfüllung des Zwecks der Ehe nicht geeignete“ Flüssigkeit hervorbrachten. In seiner Antwort sprach Sixtus auch solchen Kastraten die Befähigung zur Ehe ab und verfügte die Annullierung schon bestehender Ehen. Der Wortlaut seiner Entscheidung, die vornehmlich als Invektive gegen eine unterstellte Fleischlichkeit und Niedrigkeit der Beweggründe solcher Eheschließungen gehalten ist und sich nur andeutungsweise auch auf juristische Argumentate bezieht, hat die Zeitgenossen und historische Deutung vor manche Interpretationsprobleme gestellt, wobei Unsicherheit heute unter anderem in der Frage besteht, ob er das Ehehindernis abweichend von der bis dahin vorherrschenden Auffassung schon in der mangelnden Eignung des Samens zur Fortpflanzung, oder aber in der fehlenden Eignung zu einer Mäßigung bewirkenden Stillung der Begierde sah, zu welcher der Papst den Betroffenen auch den Willen als Motiv der Vereinigung absprach.
Mit seiner Bulle Postquam verus vom 3. September 1586 setzte Sixtus die Zahl der Mitglieder im Kardinalskollegium auf maximal 70 fest. Außerdem organisierte er mit der Apostolischen Konstitution Immensa Aeterni Dei vom 22. Januar 1588 die Römische Kurie neu, indem er 15 Kardinalskongregationen für die Verwaltung des Kirchenstaates und die Belange der Gesamtkirche einsetzte. Damit verloren die einzelnen Kardinäle einige angestammte Rechte, die ihren Status als Kirchenfürsten ausmachten. Erst im Jahr 1958 erhöhte Papst Johannes XXIII. die Zahl der Kardinäle auf über 70.
Für alle Bischöfe schrieb Sixtus regelmäßige Besuche in Rom zur Rechenschaftsablegung vor. Diese Regelung ist heute als Besuche ad limina (Apostolorum) bekannt und gilt für den Zeitraum von fünf Jahren.
1588 erhob der Papst den heiligen Bonaventura von Bagnoregio zum Kirchenlehrer.
Sixtus förderte die vom Konzil von Trient geforderte Verbesserung der vorhandenen Bibelausgaben, insbesondere der Vulgata und der Septuaginta. In seinem Pontifikat wurde die römische Septuaginta veröffentlicht, die er 1587 als verbindliche Fassung dieser griechischen Bibel promulgierte. Kurz vor seinem Tod überarbeitete er selbst die Vulgata und promulgierte 1590 die nach ihm benannte Vulgata Sixtina als einzige lateinische Bibel, die in öffentlichen oder privaten Kontexten benutzt werden dürfe. Kurz nach seinem Tod wurde diese Ausgabe allerdings eingezogen und 1592 durch die Vulgata Clementina ersetzt.

### Weltliche Politik

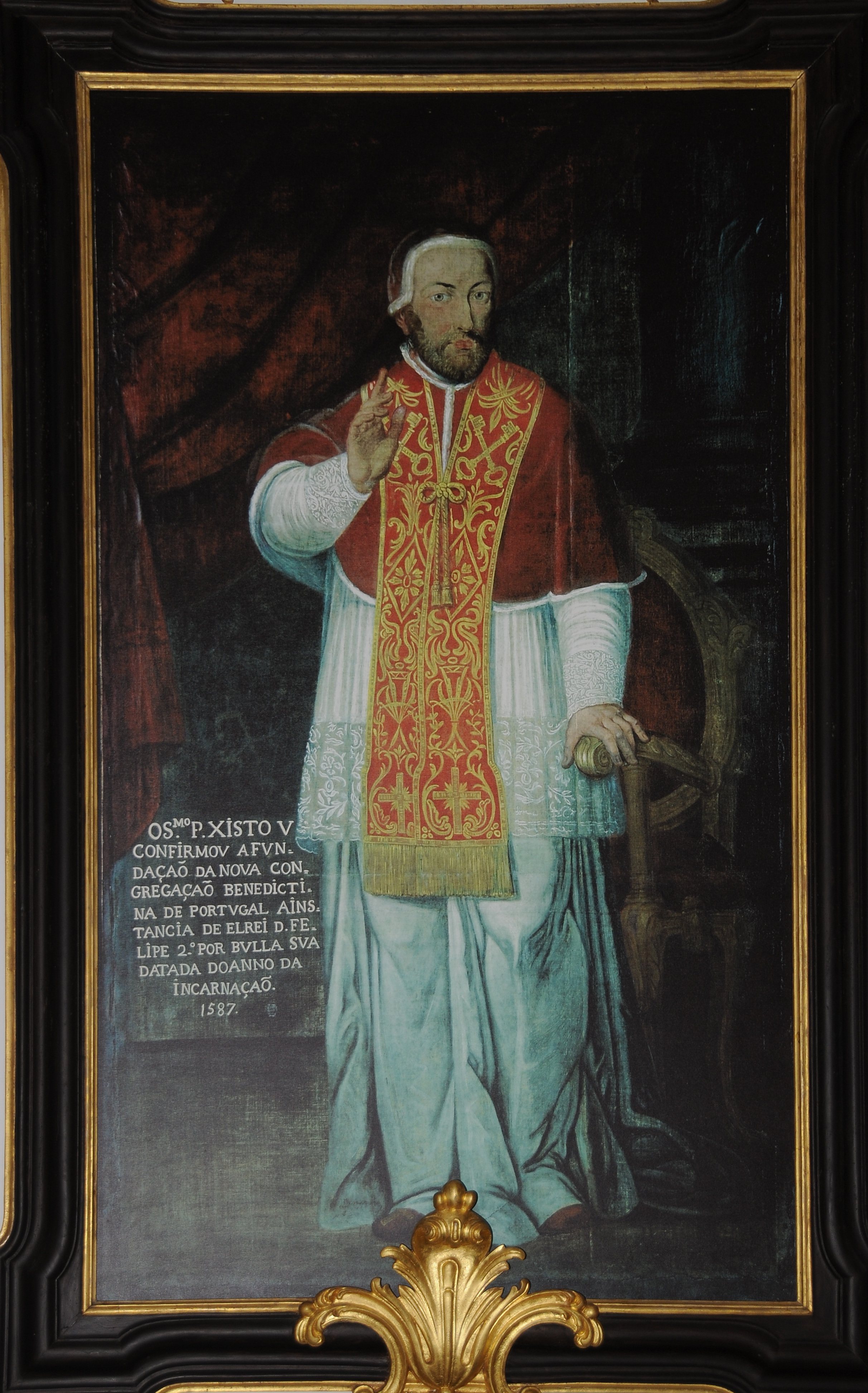
Porträt von Sixtus V. in Braga, 1587

Während sich die Finanzsituation des Kirchenstaates unter seinem Vorgänger Gregor XIII. rapide verschlechtert hatte, sanierte Sixtus V. diese durch radikale Einsparmaßnahmen und Steuererhöhungen. Damit sammelte er in seinem relativ kurzen Pontifikat ein gewaltiges Vermögen in der Engelsburg an, das sich auf über 4 Millionen Scudi in Gold und Silber belief. Gegen Ende seines Pontifikats war Sixtus deshalb einer der reichsten Herrscher Europas.
In seiner Außenpolitik war Sixtus sehr darauf bedacht, die beanspruchten Rechte der Päpste als Schiedsrichter über die Monarchen Europas zu wahren. Daher sprach er über den im Nachfolgekampf um den französischen Königsthron noch vor der Ermordung von Heinrich III. im August 1589 als Favorit auftretenden König Heinrich von Navarra den Bann aus, weil er Calvinist war: Dies geschah schon im Jahre 1585, nachdem dieser zum Status des Thronfolgers aufgerückt war. Dagegen unterstützte Sixtus die katholische Seite in Frankreich, vertreten von den beiden Brüdern Herzog Heinrich und Kardinal Louis von Lothringen-Guise, die allerdings beide im Dezember 1588 ermordet wurden. Daraufhin verhängte Sixtus auch über Heinrich III. die Exkommunikation, was entscheidend zu dessen Ermordung beitrug. Gleichermaßen feindlich stand der Papst der englischen Königin Elisabeth I. gegenüber.
In seiner Politik im Kirchenstaat wandte sich Sixtus V. sofort nach seiner Wahl dem Banditenunwesen zu, das unter seinem Vorgänger besonders eingerissen war. Mit eiserner Hand griff er hier durch und ließ schon am Tag seiner Inthronisierung zur „Feier des Tages“ die am Vortag ergriffenen Banditen hinrichten und ihre Leichen an der Engelsbrücke zur Schau stellen. Ein solcher Vorgang wiederholte sich noch einige Male, doch konnte auch Sixtus die Banditen nicht gänzlich vernichten, sie verhielten sich aber unter seinem Pontifikat weitgehend ruhig. Dieses Vorgehen brachte Sixtus den Beinamen „Eiserner Papst“ ein.

### Baupolitik

Triumphbogenartig gestalteter Durchgang des Acquedotto Felice beim Hauptbahnhof in Rom

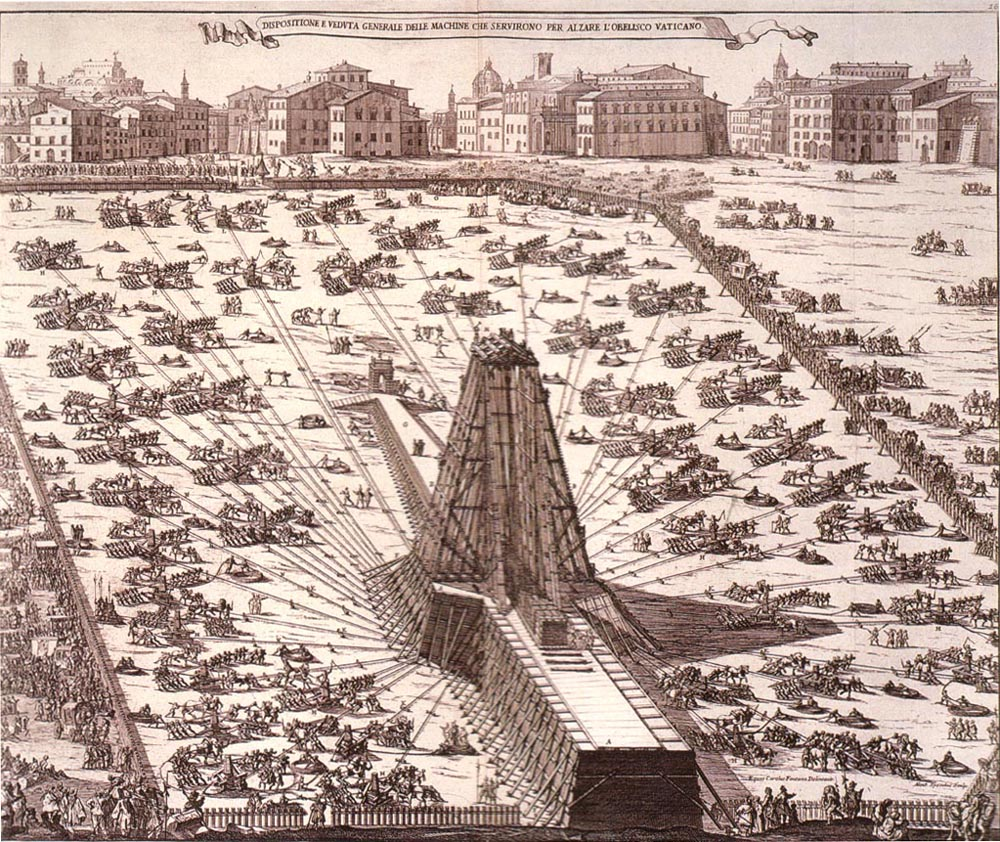
Aufstellung des Obelisken auf dem Petersplatz 1586 mit 900 Arbeitern und 75 Pferden

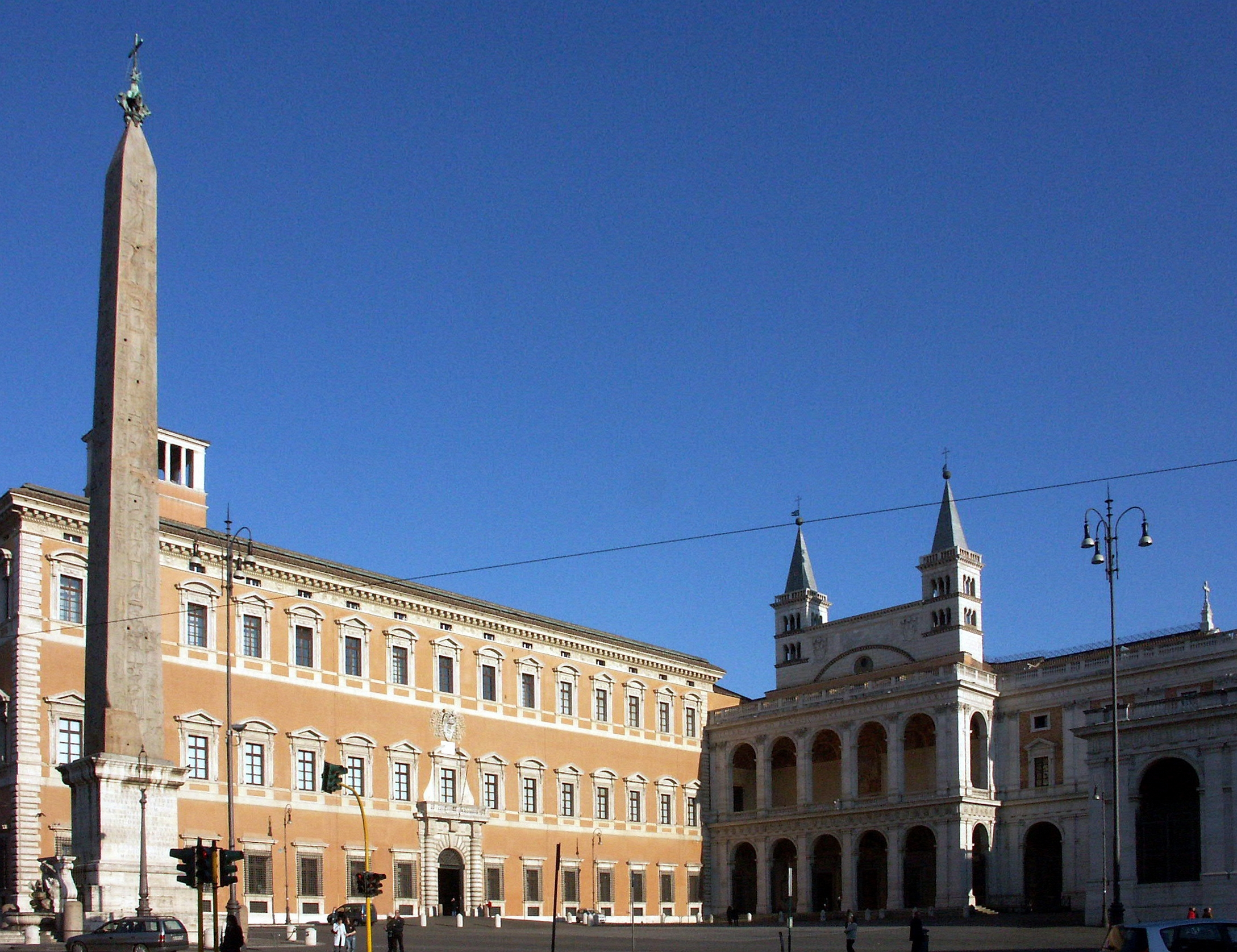
Neuer Lateranpalast und Lateranbasilika

Als heute noch wichtigste Leistung von Sixtus V. ist unzweifelhaft seine Bautätigkeit in Rom anzusprechen. Dabei machte er allerdings nicht vor Kunstwerken der römischen Antike halt, die zerstört oder durch christliche Werke ersetzt wurden: Berühmtestes Beispiel sind die Statuen der Kaiser Trajan und Marcus Aurelius auf ihren beiden Siegessäulen, der Trajanssäule und der Markussäule. Die antiken Statuen wurden durch neue ersetzt, die die Apostelfürsten Petrus und Paulus darstellen und noch heute als Bekrönung dienen.
Ein Bauwerk, das sich Sixtus schon als Kardinal anlegen ließ, war die Villa Peretti Montalto auf dem weitläufigen Areal, auf dem heute die Stazione Termini, der römische Hauptbahnhof, steht. Der Palazzo Sistino, auch Palazzo di Termini genannt, wurde vom bevorzugten Architekten des Papstes, Domenico Fontana, 1588/89 erbaut. Das Baugelände hatte Sixtus bereits zwischen 1576 und 1580 erworben und zu einem Park gestalten lassen, der von 1585 bis 1588 erweitert wurde. In den späteren Besitz der Familien Negroni und Massimo übergegangen, wurde das Gebäude abgerissen, um dem von 1883 bis 1887 errichteten Collegio Massimo Platz zu machen, in dem sich heute ein Teil des Museo Nazionale Romano befindet. Das Parkgelände wurde nach der Einigung Italiens 1870 für die Errichtung von Ministerien und Wohnquartieren aufgelassen.
Domenico Fontana zeichnete auch für eine andere städtebauliche Maßnahme des Papstes verantwortlich: die Aufstellung des 25 Meter hohen vatikanischen Obelisken vor dem Petersdom. Sie fand nach ausgiebigen und akribischen Vorarbeiten zwischen April und September 1586 statt und wurde vom Architekten in einem eigenen Buch beschrieben. Die Wappen des Papstes mit Stern und Bergen finden sich an der Spitze des Obelisken. Fontana war auch am Weiterbau der Petersbasilika beteiligt, bei dem er 1585 die Laterne der Kuppel errichtete.
Sixtus V. ließ den weitläufigen Alten Lateranpalast, der seit Kaiser Konstantin dem Großen der Sitz der Bischöfe von Rom gewesen war, abreißen, was Humanisten heftig kritisierten, und durch einen neuen Palast von Fontana ersetzen. Als einzige Überreste des alten Palastes wurden die Scala Santa, jene von Konstantins Mutter, der heiligen Helena, aus Jerusalem importierte angebliche Treppe des Hauses von Pontius Pilatus, sowie die päpstliche Hauskapelle Sancta Sanctorum, Aufbewahrungsort zahlreicher Reliquien, in den Neubau integriert.
Mehrere weitere Obelisken stellte Fontana auf Initiative des Papstes an wichtigen Plätzen Roms auf, wo sie als Blickpunkte am Ende von geradlinigen Straßen dienten, die Sixtus im Zuge einer umfassenden urbanistischen Erneuerung des römischen Stadtzentrums anlegen ließ. Vor dem gleichfalls von Fontana erbauten Papstpalast bei der Basilica di San Giovanni in Laterano, vor der Apsisseite der Basilica di Santa Maria Maggiore und auf der Piazza del Popolo im Norden Roms stehen diese Wegemarken und weisen immer noch die päpstlichen Baumaßnahmen nach.
Ein weiterer von Sixtus angeordneter Bau ist die Schaufassade am Endpunkt der Acqua Felice, der sogenannte Mosesbrunnen, wo die erneuerte antike Aqua Alexandrina mündete: Die Triumphbogenform der Brunnenfassade weist auf die antiken Ursprünge hin, die statuarische Darstellung von Moses mit zusätzlichen Reliefs sollte an die Szene erinnern, in der Moses auf dem Zug der Israeliten nach Kanaan Wasser aus einem Felsen schlug. Die Mosesfigur rief allerdings beim Volk Kritik hervor, weil sie als unproportional angesehen wurde.
Die Wasserleitung, damals mit dem Namen Acquedotto Felice bezeichnet, trifft heute auf die Nordostseite des Hauptbahnhofes. Hier ist ein Bogen mit drei Durchgängen als eine monumentale Durchfahrt ins Zentrum gestaltet, die mit einer Inschrift und dem Papstwappen versehen ist.

## Nachwirken

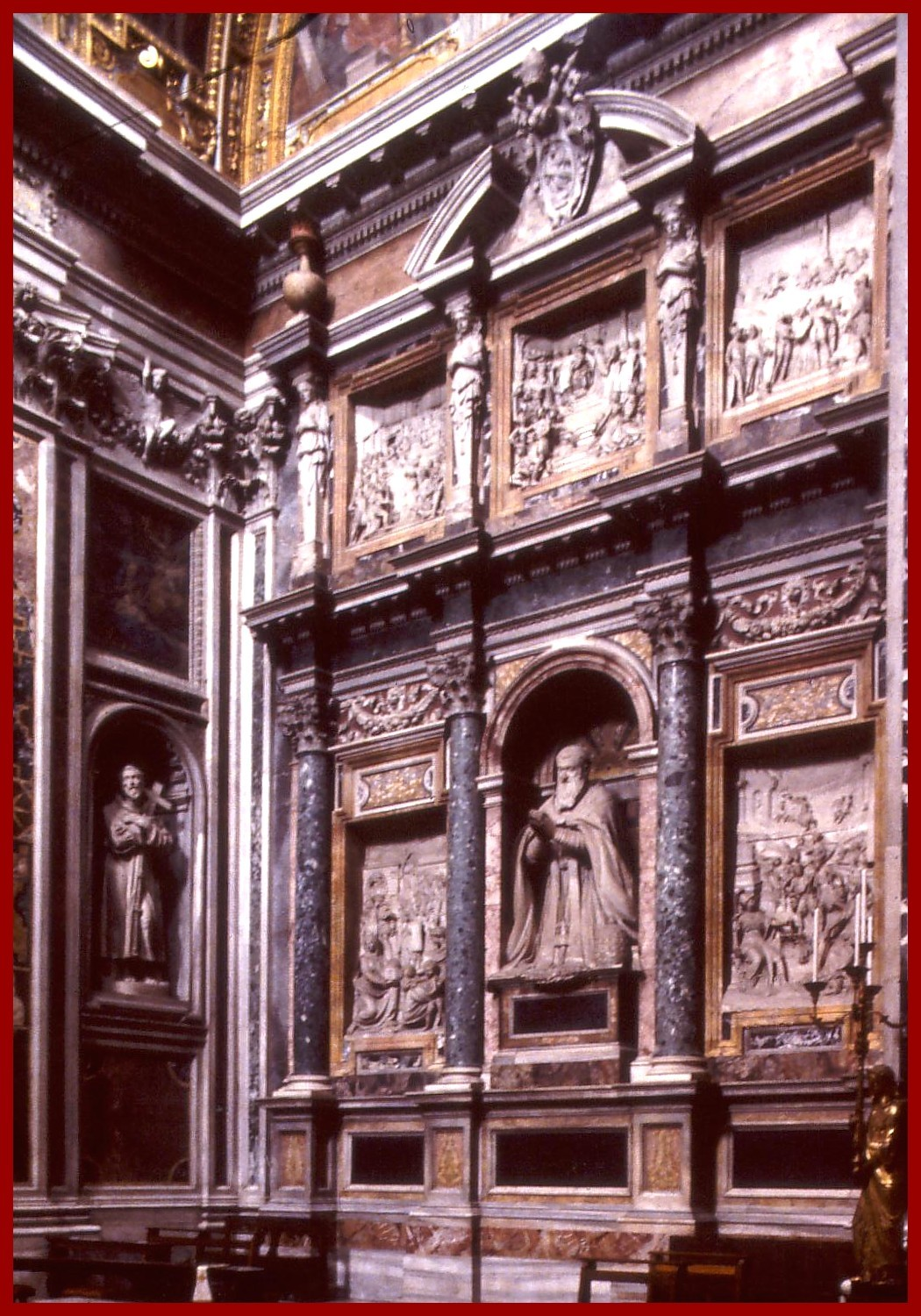
Grab von Sixtus V. in der Cappella Sistina in der Basilika Santa Maria Maggiore in Rom

Als Sixtus V. am 27. August 1590 starb, endete damit ein kurzes, an Ereignissen reiches Pontifikat, wie es selten eines in der Geschichte der Päpste gegeben hat. Bestattet wurde er in der 1584–1587 von Domenico Fontana gestalteten Sakramentskapelle Cappella Sistina in der Papstbasilika Santa Maria Maggiore. Das schon zu Lebzeiten des Papstes errichtete Grabmal zeigt in der Mitte die kniende und betende Statue des Verstorbenen, eingebunden in eine prachtvolle Gesamtgestaltung, aus der die fünf Reliefs mit Taten des Papstes, wie der Hinrichtung von Banditen, hervorstechen. Die Grabstätte war jenen seiner in der gegenüberliegenden Cappella Paolina von Santa Maria Maggiore bestatteten Nachfolger Clemens VIII. und Paul V. ein Vorbild.
Die Familie Peretti Montalto verbrachte eine gewisse Zeit in der römischen Aristokratie, war dort aber nicht sehr beliebt. Der Neffe des Papstes, Francesco Mignucci Peretti, der mit Vittoria Accoramboni verheiratet war, wurde im Auftrag von deren Geliebten, Herzog Paolo Giordano Orsini von Bracciano, noch vor der Papst-Wahl seines Onkels 1581 ermordet. Dessen Rache verfolgte beide, die Ende 1585 auf venezianischem Territorium umgebracht wurden. Außer dem Kardinalnepoten Alessandro, der später zum Kardinalbischof von Albano aufstieg und als Erbauer eines der beiden Villengebäude im Park der Villa Lante in Bagnaia bei Viterbo bekannt wurde (er starb 1623), ist Michele Peretti zu nennen, der jüngere Bruder und zweite Großneffe von Sixtus V. Mit vollem Namen Michele Damasceni Peretti Ricci, wurde er Fürst von Venafro, Marchese von San Martino und Incisa Monferrato, Graf von Celano und Caluso. 1594 kaufte er überdies von der Familie Orsini das Herzogtum Mentana nördlich von Rom, das aber rund drei Jahrzehnte später an die Barberini überging, die Familie von Papst Urban VIII.; der Titel wird heute von der Familie Borghese geführt. Von Mitgliedern der Peretti-Familie errichtete Kirchen findet man in Grottammare (Santa Lucia) und Montalto (Dom). Mit Francesco Ricci, Fürst von Venafro, starb die Familie schon 1653 aus.